# Luigi Bartolomei
Luigi Bartolomei (Merano, 19 giugno 1941) è un ex calciatore italiano, di ruolo centrocampista.

## Carriera
Attivo nel ruolo di mediano, giocò dieci partite in Serie A con il Mantova, esordì il 21 marzo 1965 nella partita Mantova-Inter (0-1). Prima e dopo questa esperienza ha giocato tre stagioni con la Cremonese e un'ultima stagione a Siracusa in Serie C.